# Ariel Hernández
Ariel Hernández, född den 8 april 1972 i Guane, Kuba, är en kubansk boxare som tog OS-guld i mellanviktsboxning 1992 i Barcelona. Fyra år senare i Atlanta lyckades Hernández försvara sitt OS-silver 1996. Han har även vunnit två guld och ett silver i amatör-VM i boxning.